# Дорофеев, Фёдор Пантелеевич
Фёдор Пантелеевич Дорофеев (1 мая 1926, Орловская область, РСФСР, СССР — ?) — советский журналист, писатель и сценарист.

## Биография
Родился 1 мая 1926 года в Орловской области. Начал свою журналистскую деятельность, устроившись в 1946 году в районную газету в Крыму, работал в ней вплоть до 1949 года. В 1949 году поступил в Саратовскую партийную школу, которую окончил в 1951 году.
В 1951 году вернулся в Крым и устроился в газету «Крымский комсомолец» на должность ответственного секретаря и редактора. В 1959 году учился на краткосрочных курсах при факультете журналистики Высшей партийной школы. С 1959 по 1962 год занимал должность ответственного секретаря газеты Крымская правда, с 1962 по 1970-е голы заведовал идеологическим отделом газеты «Приокская правда».
Был известен не только как журналист, но и как писатель (Проломовцы, Яблоневая ветка), написавший ряд сценариев для кинематографа (Друзья-товарищи).
Дальнейшая судьба неизвестна.